# Barnhusbarnet 1

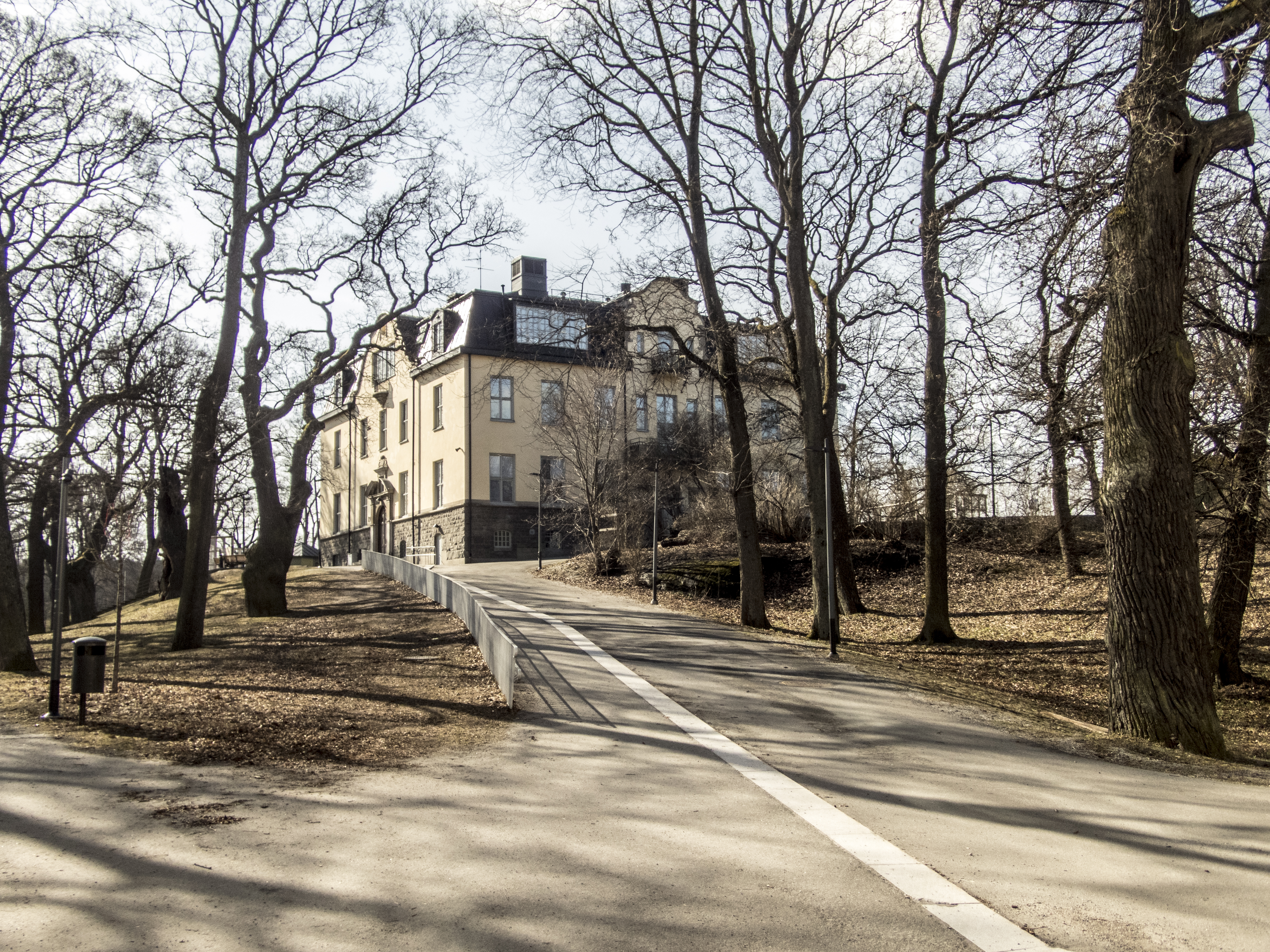
Kullskolan på kullen i den tidigare engelska parken.

Barnhusbarnet 1 är en skolfastighet vid Nordenflychtsvägen 20-22 intill Kristinebergs slott på nordvästra Kungsholmen i Stockholm. Huset uppfördes som flickhem mellan 1906 och 1907 på kullen söder om slottet varför den även kallas ”Kullskolan”. Fastigheten är grönmärkt av Stadsmuseet i Stockholm och bedömdes ”vara särskilt värdefull från historisk, kulturhistorisk, miljömässig eller konstnärlig synpunkt”.

## Bakgrund
År 1864 förvärvades egendomen Kristineberg av Frimurarebarnhusets direktion för att inrätta ett barnhem för föräldralösa barn eller barn till mödrar som inte kunde ta hand om sina barn. Huvudbyggnaden byggdes om och två nya flyglar uppfördes efter ritningar av arkitekt Johan Fredrik Åbom. År 1906 anlitades arkitekt Ludwig Peterson, som själv var frimurare, att formge ytterligare en byggnad på slottsområdet. På kullen, där Kristinebergs engelska park låg, fann man en lämplig tomt för en ny institutionsbyggnad.

## Kullskolan
Anledning till nybygget var att pojkar fick undervisning i såväl folkskoleämnen som i praktiska yrken i de befintliga byggnader medan flickornas praktiska utbildning försummades. I Frimurarebarnhusets nya flickhem skulle flickorna få den nödvändiga undervisningen i teoretiska och praktiska ämnen som matlagning och handarbete. 
Flickhemmets nybyggnad möjliggjordes genom en testamenterad donation om 30 000 kr av regementsläkaren Carl Axel Haak (1830–1905). För nybygget använde Frimurarebarnhuset två tredjedelar av donationen. Arkitekt Ludwig Petersons skolhus gjorde ”ett enkelt men mycket gediget intryck”, skrev tidskriften Hvar 8 Dag i samband med invigningen i december 1907. Enda större fasadutsmyckning utgör huvudentréns barockinspirerade portal och ett burspråk på mellanvåningen som hörde till föreståndarinnans rum. Gällande planlösningen blev Kullskolan nydanande och en av Sveriges första hallskolor, ett koncept som 40 år senare skulle bli vanlig genom Paul Hedqvists många skolbyggen.

Arkitektritningar
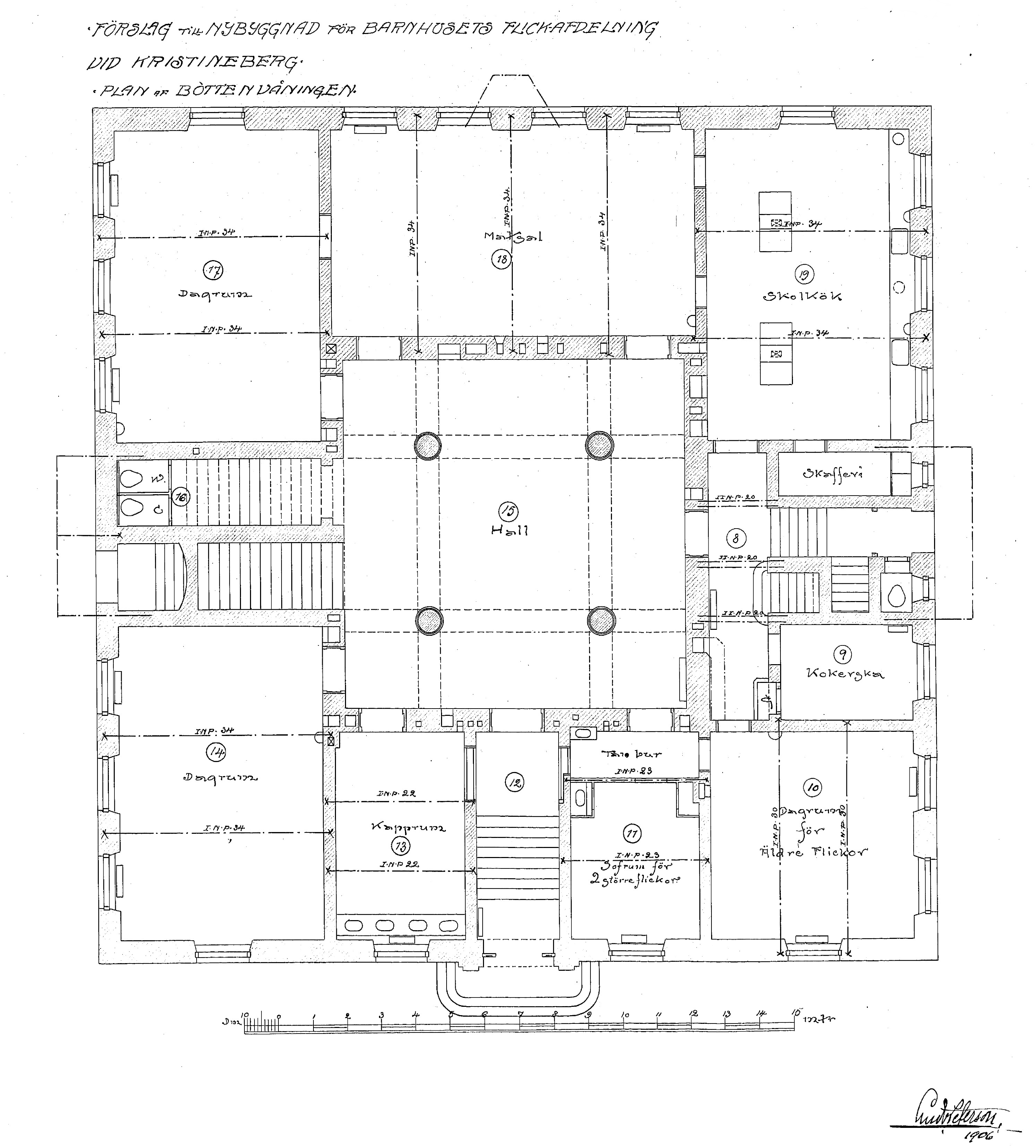
Bottenvåning., Stockholms stadsarkiv.
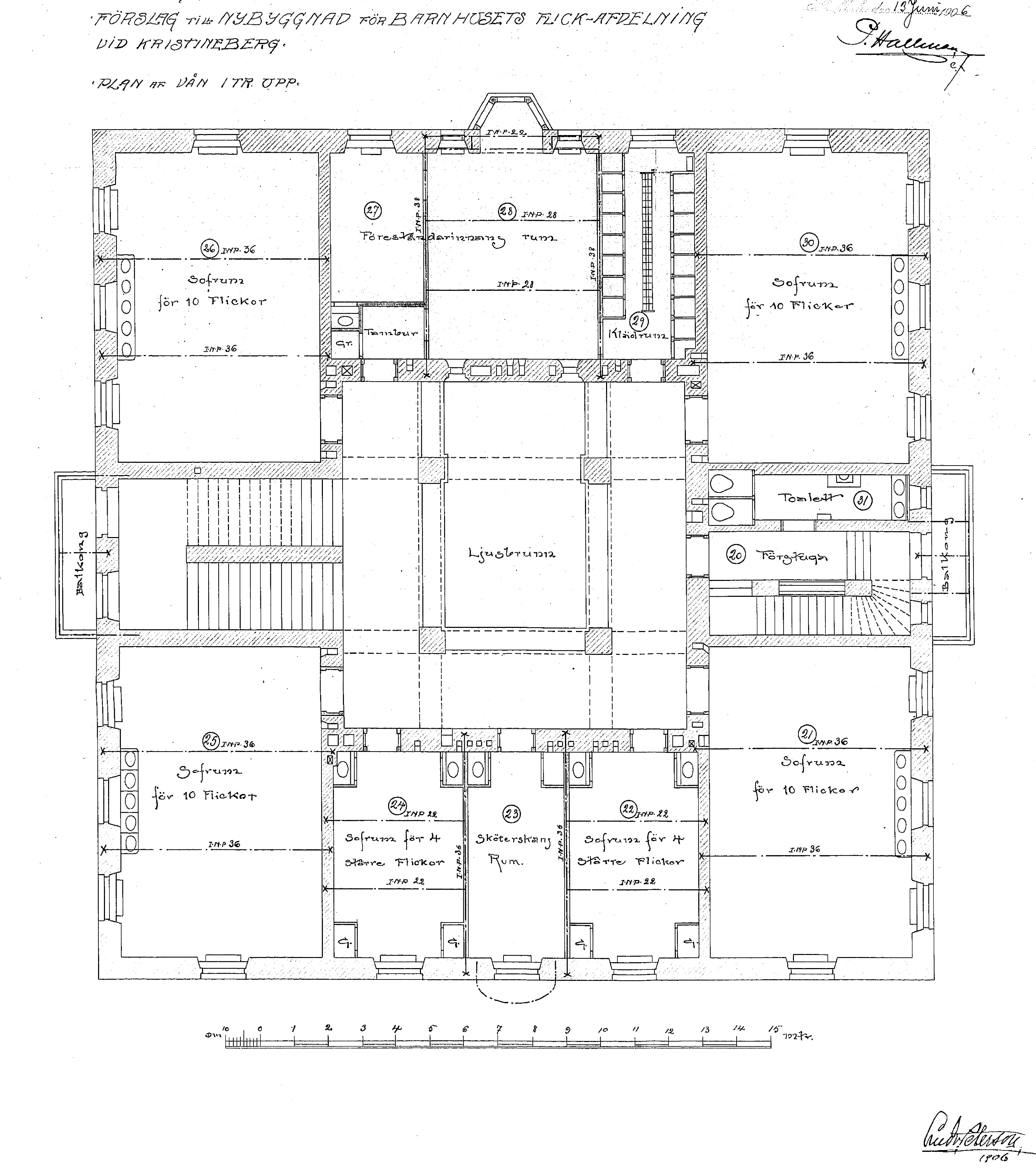
Våning 1 trappa.
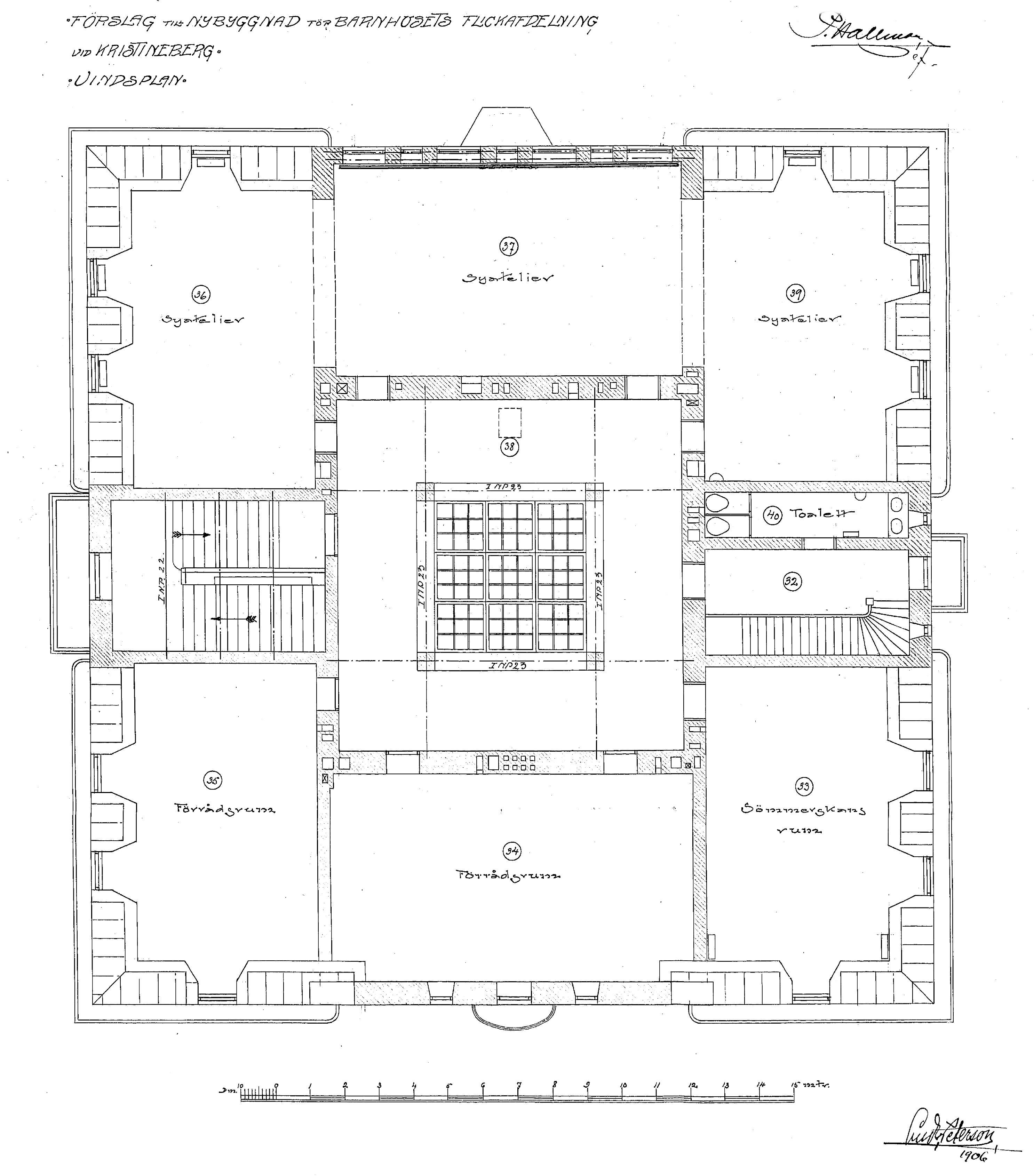
Vindsvåning.
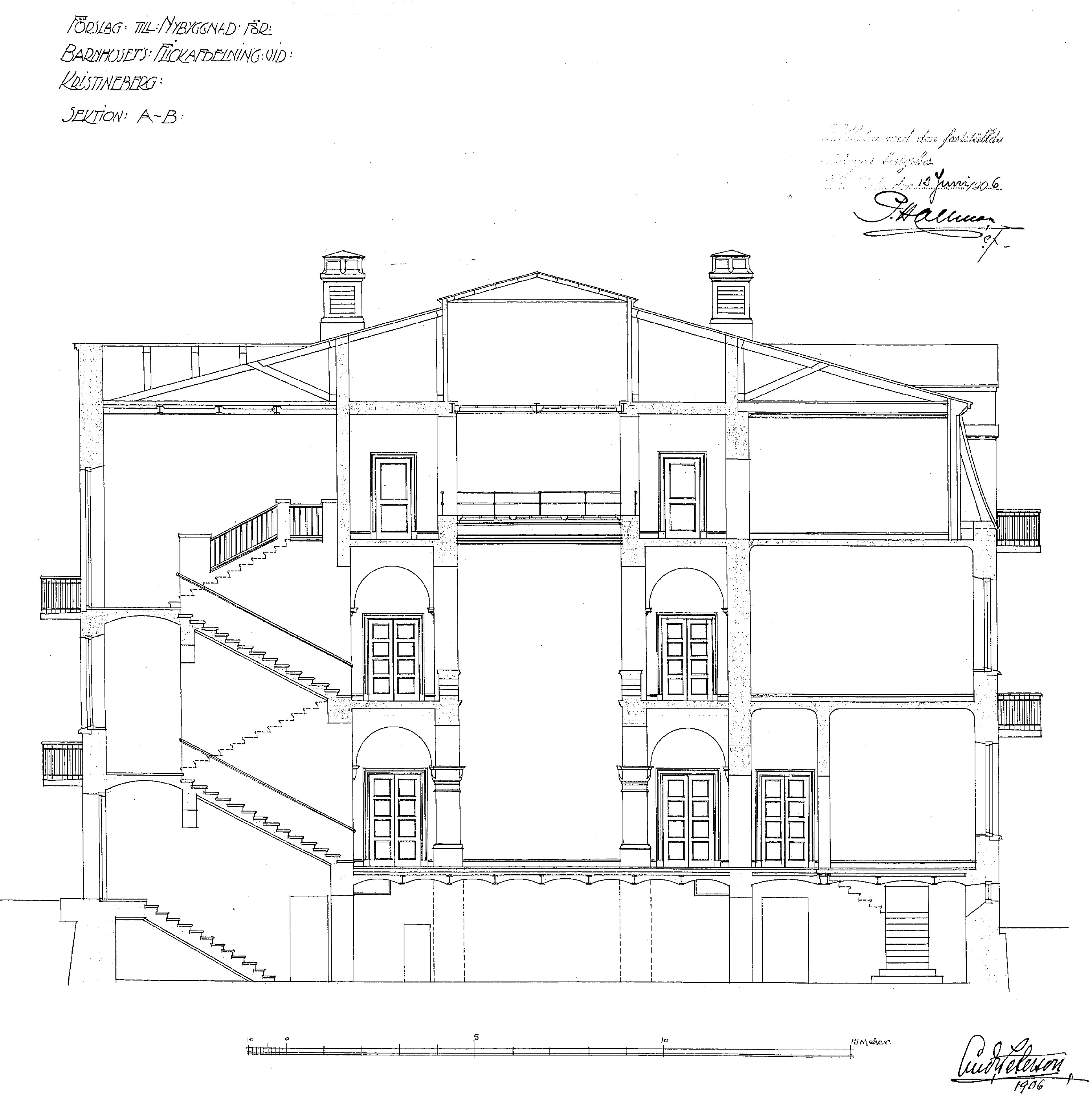
Sektion.
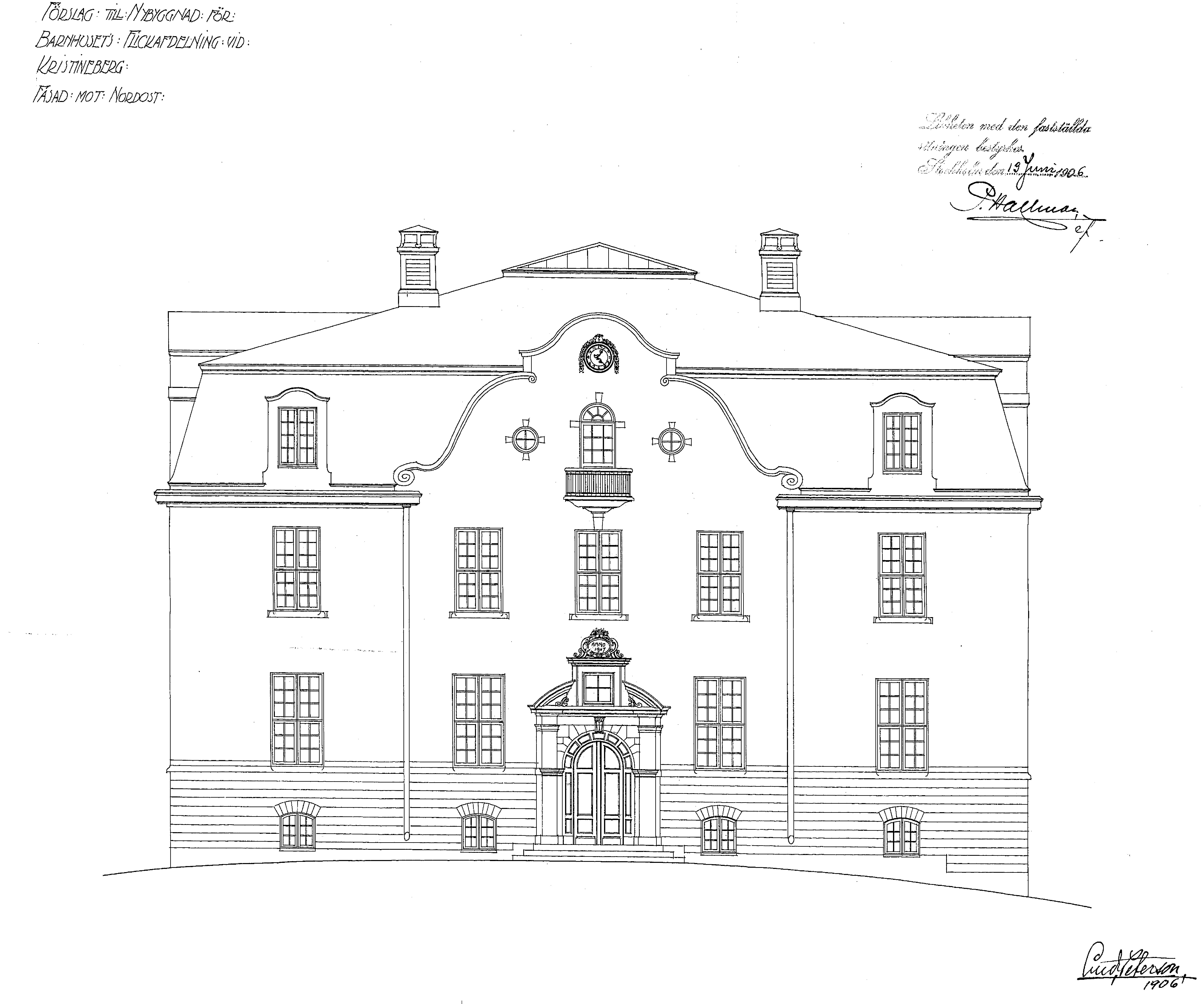
Fasad mot nordost.
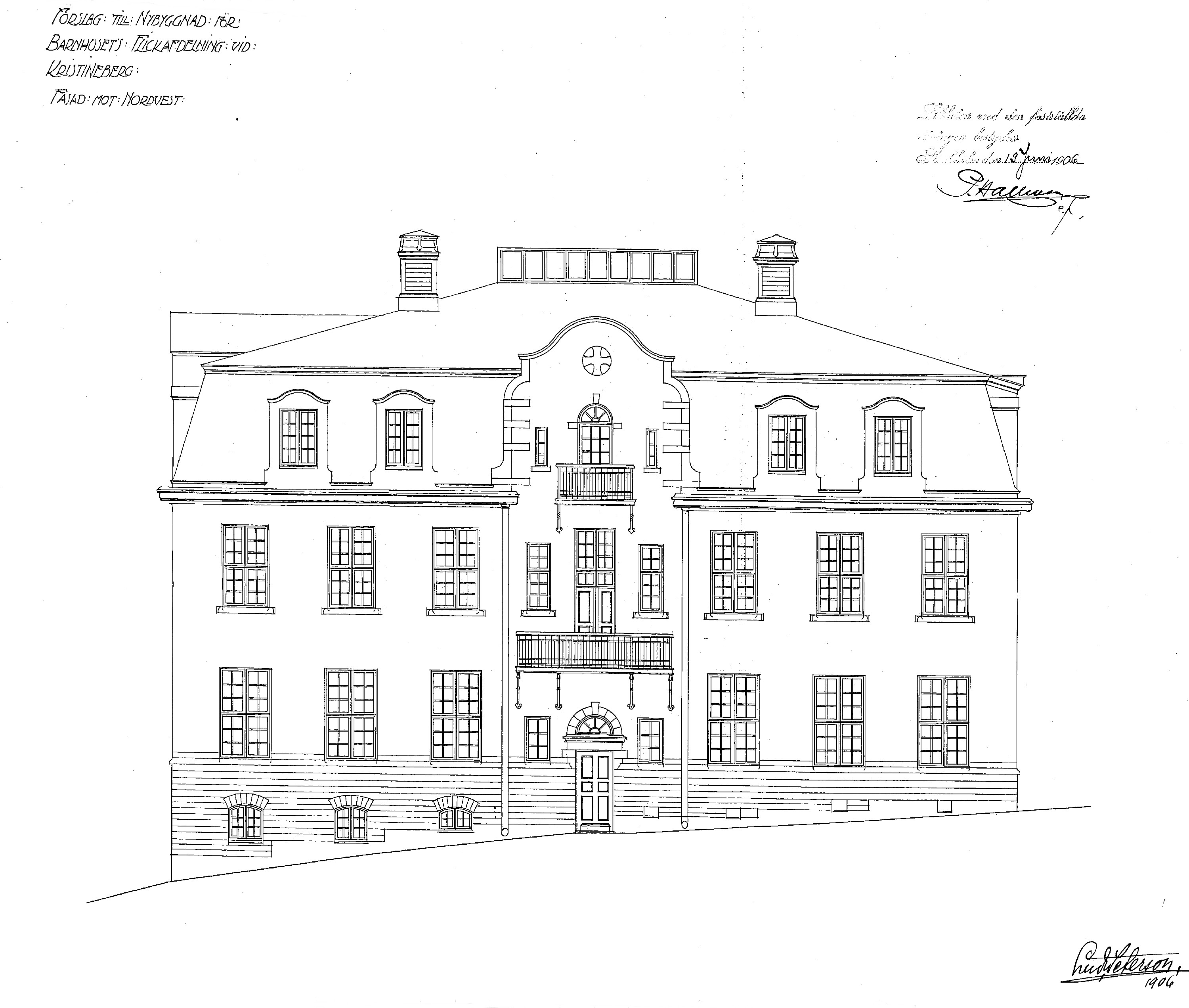
Fasad mot nordväst.

För att slippa långa korridorer ritade Peterson en genom en taklanternin belyst centralhall med trappor som går genom alla våningsplan. På varje plan finns gallerior runt ljusgården varifrån man når samtliga rum. På de olika våningarna samlades rum med speciella funktioner. Bottenvåningen innehöll skolkök, matsal och diverse dagrum. Mellanvåningen var avsedd för flickornas nattvila. I vindsvåningen anordnades flera syateljéer som fick extra dagsljus via stora ateljéfönster. Den nya anläggningen invigdes under festliga formen den 5 december 1907 av kronprinsen Gustaf V som tre dagar senare utnämndes till Sveriges konung.

## Historiska bilder

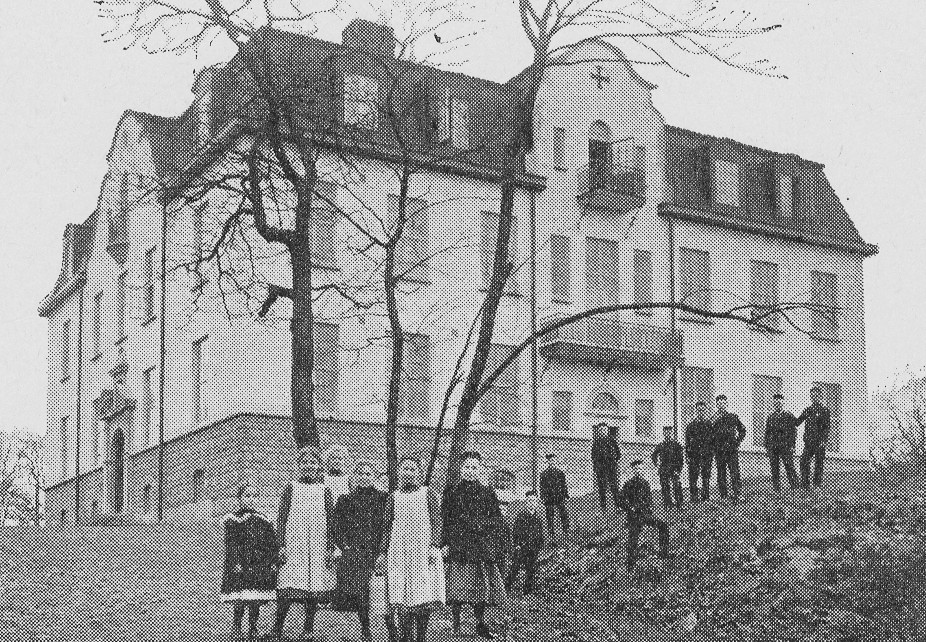
Kullskolan 1907.
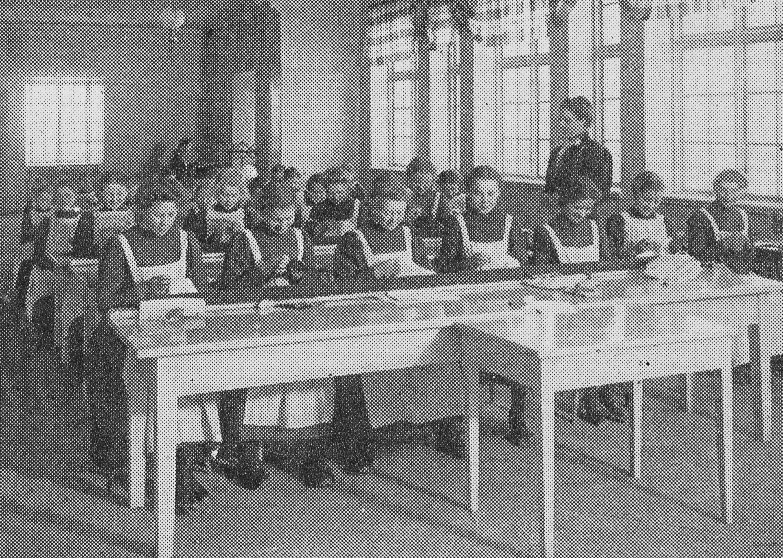
Syundervisning 1907.
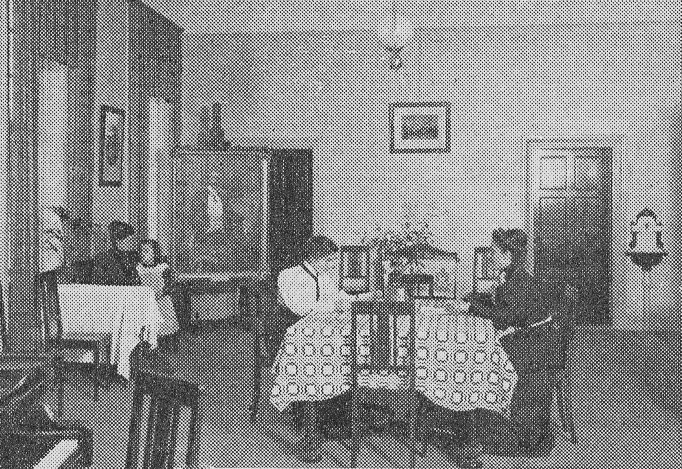
Samlingsrum 1907.
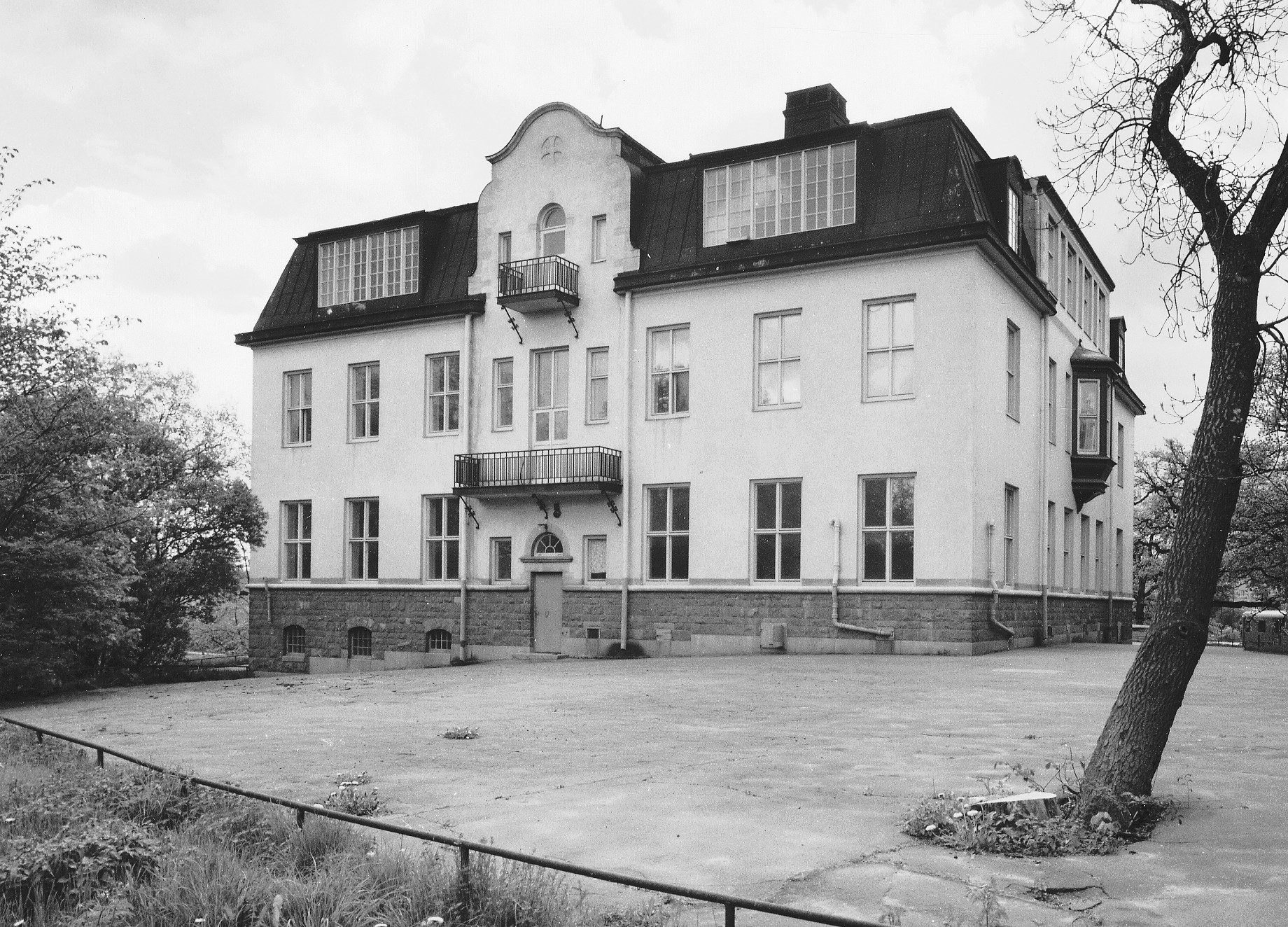
Kullskolan 1963.

## Husets vidare öden
År 1921 köptes egendomen Kristineberg av Stockholms stad för framtida bostadsbebyggelse. Barnhuset fanns kvar här fram till 1928 när Frimurarebarnhuset flyttade till sin nya anläggning i Blackeberg. Efter Frimurarebarnhusets flytt övertogs flyglarna och Kullskolan för folkskoleverksamhet medan huvudbyggnaden blev privatbostäder. Fram till 1967 var Kullskolan en del av Kristinebergsskolan. 
År 1991 öppnade en kommunal låg- och mellanstadieskola i huset. 1992 genomfördes en större ombyggnad för att anpassa skolans lokaler till dagens krav, bland annat installerades hiss och modern ventilation. Från och med 1992 var Kullskolan annex under Fridhemsskolan som enhet Fridhem/Kullskolan. Sedan 2012 är Kullskolan en kommunal grundskola och åter igen en del av Kristinebergsskolan som ägs av SISAB. I huset inryms elevvård, utbildningslokaler och slöjd.

## Nutida bilder

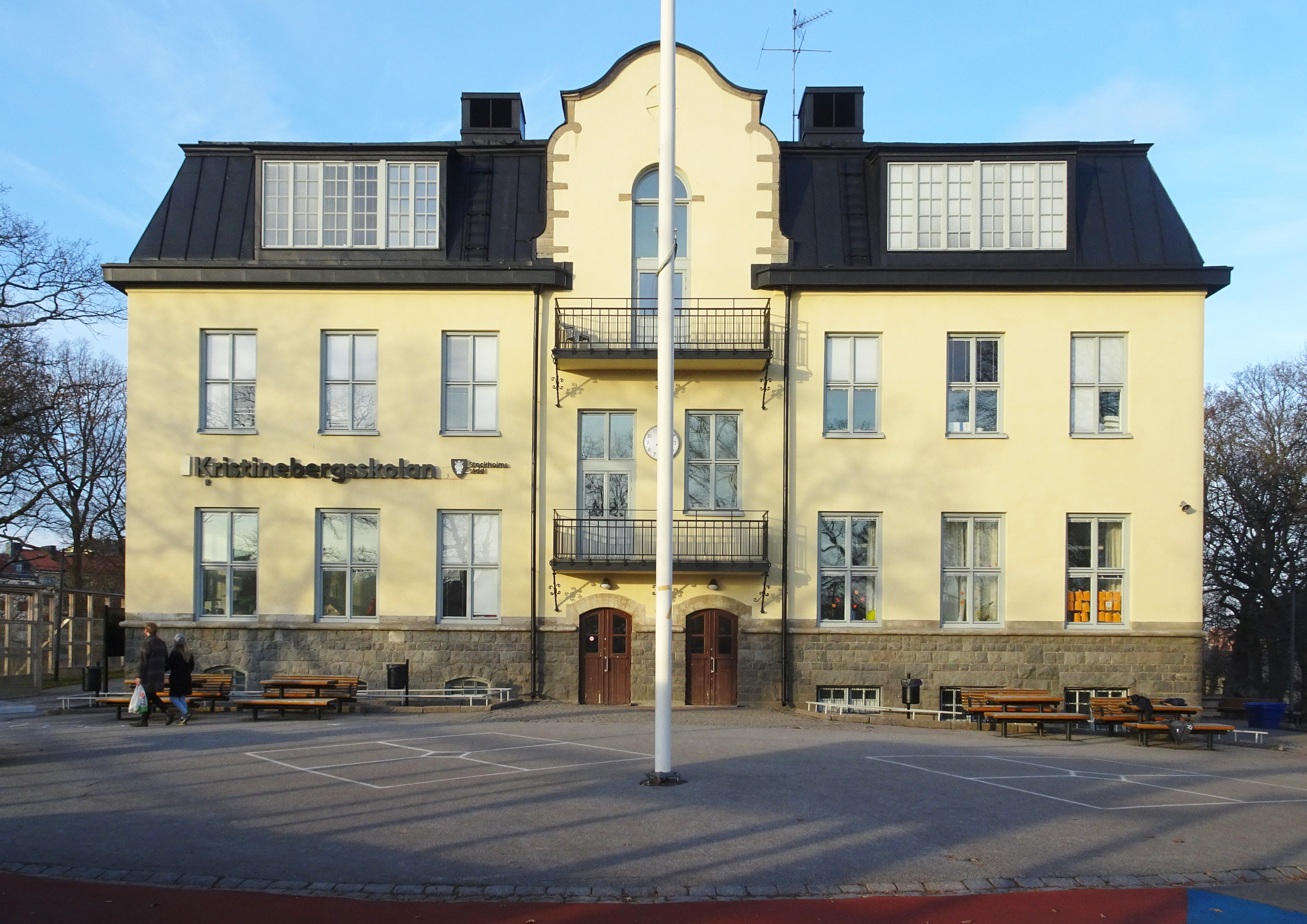
Fasad mot nordväst.
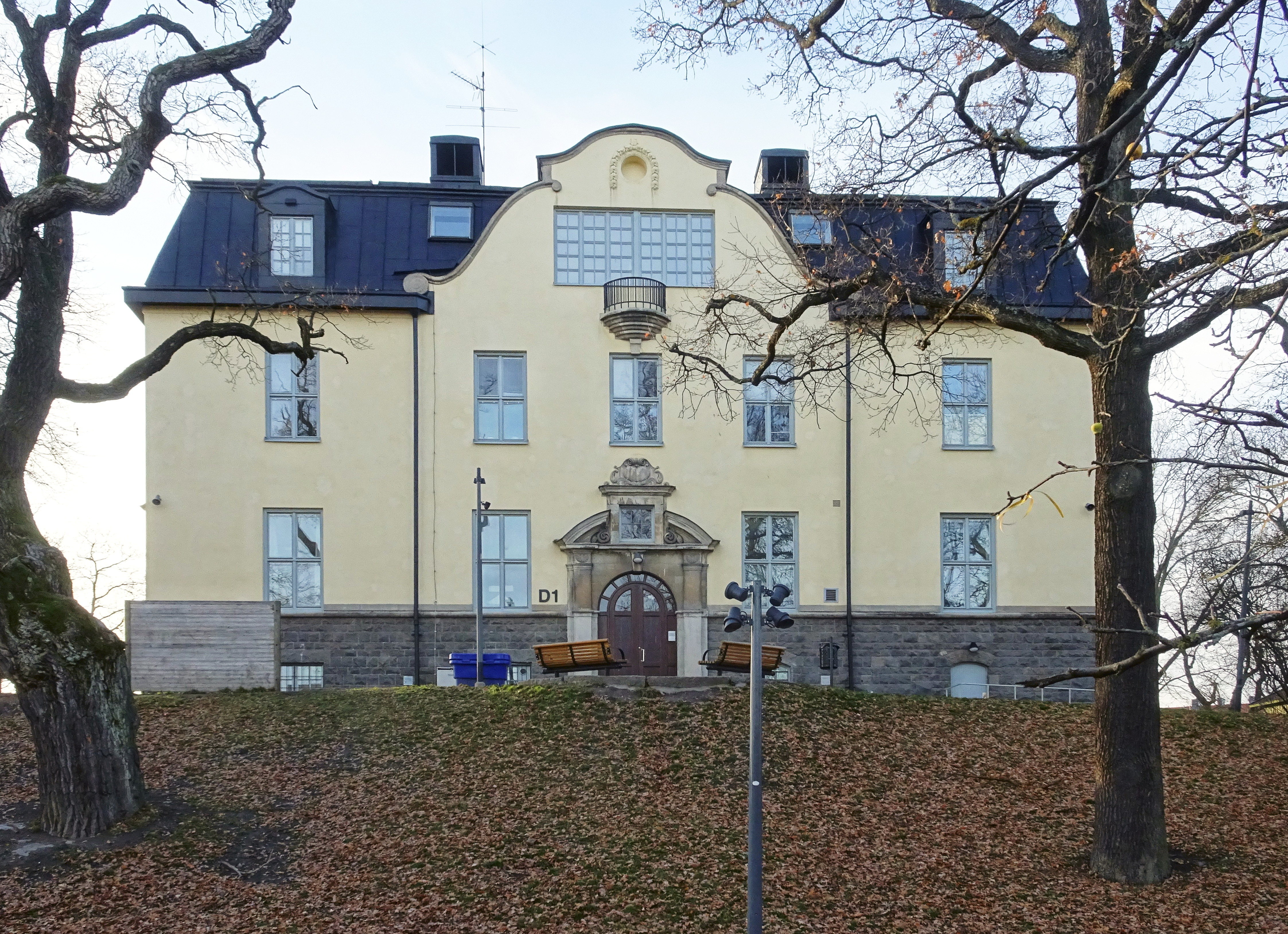
Fasad mot nordost.
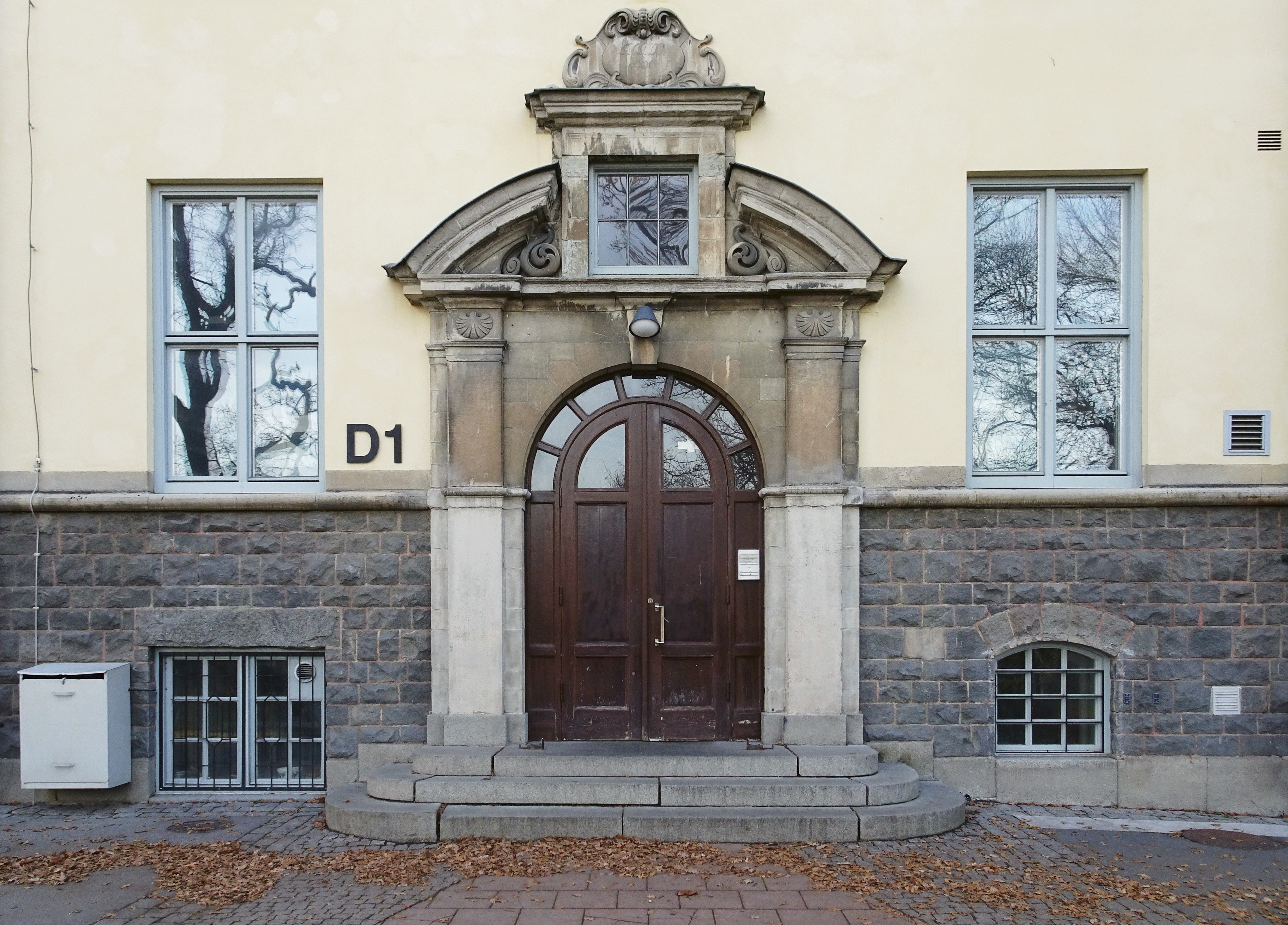
Entréportalen.
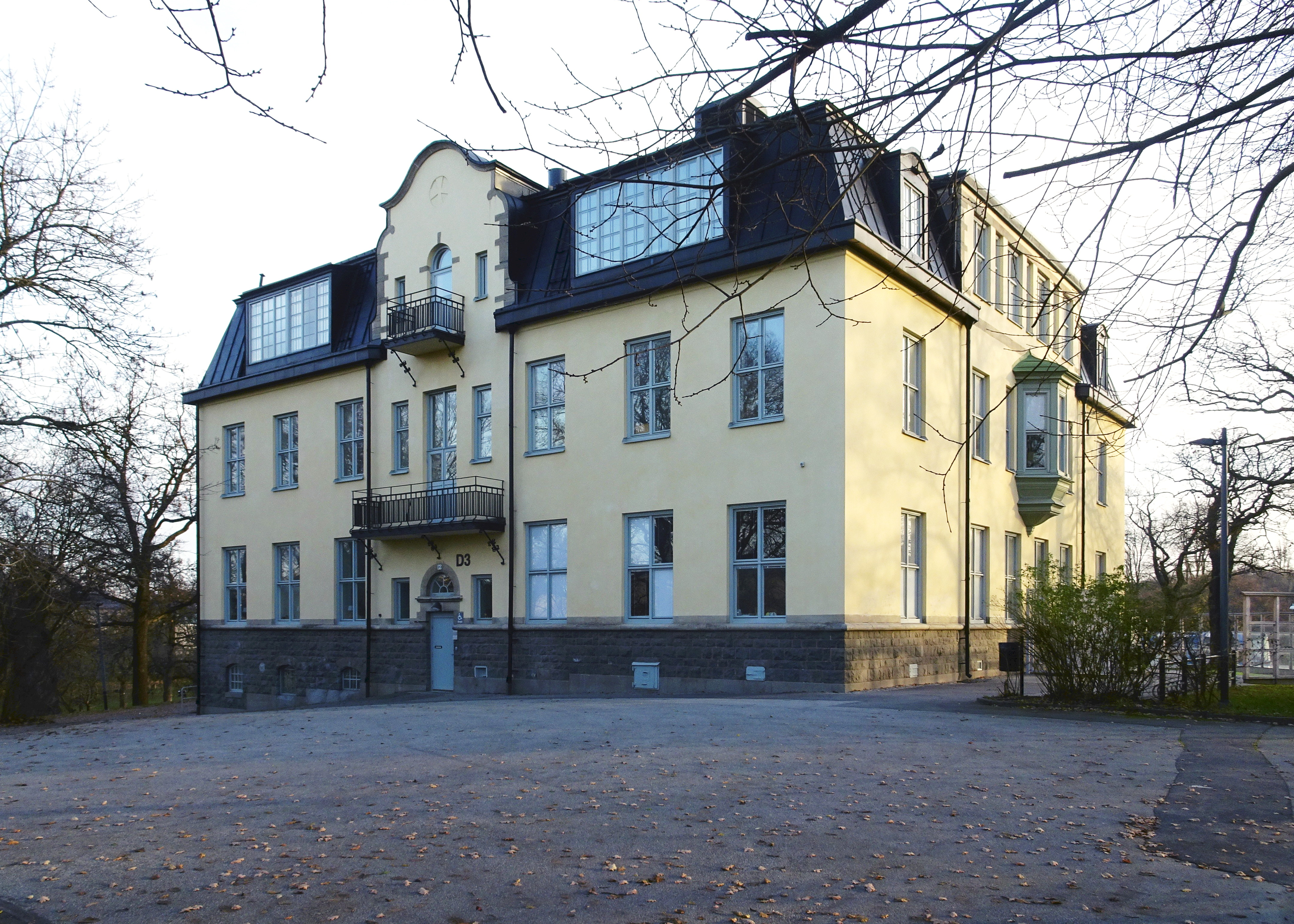
Kullskolan 2018.